# Ніжне милосердя
«Ніжне милосердя»  (англ. Tender Mercies) — американська музична кінодрама 1983 року режисера Брюса Бересфорда.

## Сюжет
Мак Следж (Роберт Дюваль), колись знаменитий співак кантрі, опиняється у крихітному мотелі Техасу, власницею якого є вдова Роза Лі (Тес Гарпер). В останній час життя Мака було не дуже успішним і він запив. Вдова Роза відчуває до нього симпатію і вирішує допомогти, за проживання та харчування вона пропонує йому роботу на бензоколонці.

## Ролі виконують
- Роберт Дюваль — Мек Следж
- Тес Гарпер[en] — Роза Лі
- Бетті Баклі — Діксі
- Вілфорд Брімлі — Гаррі
- Еллен Баркін — Сю Енн
- Ленні фон Долен — Роберт
- Пол Глісон[en] — репортер

## Нагороди
- 1983 Премія Асоціації кінокритиків Лос-Анджелеса:
  -  найкращому акторові — Роберт Дюваль
- 1984 Премія «Оскар» Академії кінематографічних мистецтв і наук (США):
  - за найкращу чоловічу роль — Роберт Дюваль
  - за найкращий оригінальний сценарій — Гортон Фут[en]
- 1984  Премія «Золотий глобус» Голлівудської асоціації іноземної преси: 
  - за найкращу чоловічу роль в драмі — Роберт Дюваль